# Brian Lenihan, Snr
Pour les articles homonymes, voir Brian Lenihan et Lenihan.
Brian Patrick Lenihan, né le 17 novembre 1930 à Dundalk et mort le 1er novembre 1995 à Castleknock (en), est un homme politique irlandais du Fianna Fáil.

## Carrière
Il est Tánaiste de 1987 à 1990, ministre de la Défense de 1989 à 1990, ministre de l'Agriculture de mars 1982 à décembre 1982, ministre de la Pêche de 1977 Ministre des affaires étrangères de 1987 à 1989, de 1979 à 1981 et en 1973, ministre des Transports et de l'Énergie de 1969 à 1973, ministre de l'éducation de 1968 à 1969, ministre de la justice de 1964 à 1969, secrétaire parlementaire au ministre de la Justice et secrétaire parlementaire du ministre des Terres de 1961 à 1964.
Il est Teachta Dála (député) de 1961 à 1973 et de 1977 à 1995. Il est aussi sénateur de 1957 à 1961 et de 1973 à 1977.
Il est membre d'une dynastie politique familiale, l'un de ses fils, Brian Lenihan, Jnr, étant par exemple ministre des Finances.